# Solothurnisches Gäu
Das solothurnische Gäu (das Gäu), die Region zwischen Oensingen und Olten im Schweizer Kanton Solothurn, ist im Norden begrenzt von der ersten Kette des Jura, im Süden von der Aare. Die Region besteht zusätzlich zum eigentlichen Bezirk Gäu noch aus den Gemeinden des Untergäus im Bezirk Olten: Wangen bei Olten, Hägendorf, Rickenbach, Gunzgen, Kappel, Boningen und Fulenbach.

## Geschichte
Das heutige Gäu ist der Teil der einstigen Grafschaft Buchsgau, der 1463 in den Besitz der Stadt Solothurn gelangte. Das Gebiet wurde von West nach Ost in folgende Vogteien und Ämter eingeteilt: Vogtei Bechburg, oberes Amt (Oensingen, Oberbuchsiten, Niederbuchsiten, Kestenholz und seit 1540 Wolfwil); Vogtei Falkenstein, äusseres Amt (Egerkingen, Härkingen, Neuendorf und bis 1540 Wolfwil); Vogtei Bechburg, niederes Amt (ehemaliges Amt Fridau, heutiges Untergäu, zugehörige Dörfer siehe oben). Letzteres wurde 1798 in der Helvetik Bestandteil des Distrikts Olten und später des Bezirks Olten, die anderen beiden Gebiete wurden 1798 Bestandteil des Distrikts Balsthal, ab 1841 eigenständiger Bezirk Balsthal-Gäu, ab 1988 Bezirk Gäu.
Seit dem Jahr 1876 besteht die Gäubahn.
2019 wurde berichtet, dass das Trinkwasser im solothurnischen Gäu mit dem Fungizid Chlorothalonil belastet sei.

## Gliederung
Die Region wird in drei Gebiete eingeteilt:
- Berggäu: erste Jurakette und Dünnernebene (mit Bahnlinie und Autobahn A1)
- Mittelgäu: sanft geformte Hügelzone
- Aaregäu: Flussterrassen